# Elezioni presidenziali in Uganda del 1996
Le elezioni presidenziali in Uganda del 1996 si tennero il 9 maggio.

## Risultati
| Yoweri Museveni  | Movimento di Resistenza Nazionale | 4 458 195 | 74,33 |  |  |  |  |  |
| Paul Ssemogerere | Partito Democratico               | 1 416 140 | 23,61 |  |  |  |  |  |
| Kibirige Mayanja | Forum della Giustizia             | 123 291   | 2,06  |  |  |  |  |  |
| Totale           | Totale                            | 5 997 626 | 100   |  |  |  |  |  |
|                  |                                   |           |       |  |  |  |  |  |
| Voti non validi  | Voti non validi                   | 196 190   | 3,17  |  |  |  |  |  |
| Votanti          | Votanti                           | 6 193 816 |       |  |  |  |  |  |